# Andrea de Mena
Andrea de Mena (1654- ) fue una escultora barroca, hija de Pedro de Mena y hermana de la también escultora Claudia de Mena.
Ambas se formaron en el taller de su padre e ingresaron en la abadía cisterciense de Recoletas Bernardas de Santa Ana en Málaga en el año 1672, donde años más tarde también ingresaría Juana Teresa, la menor de las hermanas.
Son escasas las obras conocidas que se le pueden atribuir. En el propio convento de Santa Ana se conservan las imágenes de candelero de San Benito y San Bernardo (ha. 1680) que se pueden asignar a la labor de las dos hermanas. La Hispanic Society de Nueva York posee dos pequeños bustos de Ecce Homo y Mater Dolorosa (1675) firmadas por Andrea. Las cuatro esculturas citadas siguen los modelos paternos con un tratamiento más preciosista.